# Theodor Schwartz (Staatsrat)
Adolph Ernst Theodor Schwartz (* 29. August 1810 in Rudolstadt; † 5. Juni 1876 ebenda) war ein deutscher Jurist und Verwaltungs- und Ministerialbeamter und Parlamentarier des Fürstentums Schwarzburg Rudolstadt.

## Leben
Theodor Schwartz stammte aus der alten rudolstädtischen Juristenfamilie Schwartz, deren Mitglieder über Generationen vornehmlich als Juristen am Hofe der Fürsten von Schwarzburg tätig waren und Geheimräte, Hofräte, Kammerpräsidenten stellten, aber auch als Theologen vom Pfarrer bis zum Generalsuperintendenten wirkten, sowie als Landtagsabgeordneter, Richter und Mediziner.
Theodor Schwartz war Sohn des Juristen und fürstlich schwarzburg-rudolstädtischen Kammerpräsidenten Christian Wilhelm Schwartz und der Ernestine, geb. Sülzner. Nach dem Besuch des Gymnasiums in Rudolstadt studierte er Rechtswissenschaften an den Universitäten Jena und Göttingen. 1828 wurde er Mitglied des Corps Saxonia Jena. 1831 legte er in Rudolstadt das Staatsexamen ab und wurde Kommissionssekretär und Akzessist bei der dortigen Kammerkanzlei. 1832 wurde er in dieser Funktion  Protokollführer bei der Straßenbaukommission. Im weiteren Verlauf wurde er 1833 zum Kammersekretär und 1835 zum Regierungs- und Lehnsekretär bei der Regierungskanzlei befördert. 1836 wurde er zum Regierungsassessor mit Sitz und Stimme in Regierung, Konsistorium und Steuerkollegium ernannt und 1841 zum Regierungs- und Konsistorialrat befördert.
1850 wurde Schwartz zum Vortragenden Rat in die Ministerialabteilung der Finanzen des Ministeriums in Rudolstadt berufen. 1858 wurde er zum Mitglied des Finanzkollegiums ernannt. Ab 1868 war er wieder Vortragender Rat im reetablierten Ministerium, wobei er überwiegend in der Finanzabteilung wirkte. Von 1873 bis zu seinem Tod war er Staatsrat und Vorstand der Abteilung für Kirchen- und Schulsachen, blieb aber weiterhin Vortragender Rat in der Finanzabteilung.
Schwartz war Mitglied des Disziplinargerichts II. Instanz, 1873 dessen Vorsitzender. Er war Delegierter des Fürstentums Schwarzburg-Rudolstadt, bei der die Stelle der Landesassekuranz vertretenden Magdeburger Landfeuersozietät sowie Kreisdirektor der Landfeuersozietät für Schwarzburg-Rudolstadt. Im Nebenamt war er Intendant der Fürstlichen Hofkapelle in Rudolstadt.
1850 war Schwartz Mitglied des Staatenhauses des Erfurter Unionsparlaments. Er war vom Landtag auf Vorschlag der Fürstlichen Regierung gewählter Abgeordneter des Fürstentums Schwarzburg-Rudolstadt und gehörte der Bahnhofspartei an.

## Auszeichnungen
- Geheimer Finanzrat, 1859
- Königlicher Kronen-Orden (Preußen) II. Klasse, 1868
- Ehrenkreuz von Schwarzburg I. Klasse, 1873